# 버주스

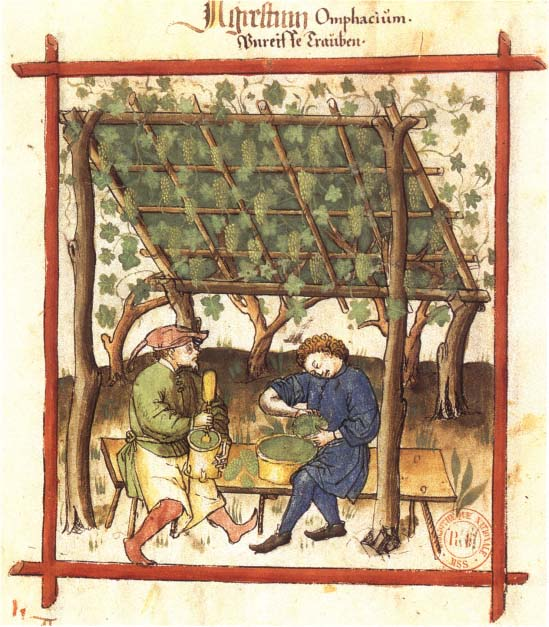
버주스를 만들기 위해 청포도를 줍는 모습, Tacuinum Sanitatis (1474). 프랑스 국립도서관 소장

버주스(중세 프랑스어: vertjus, 프랑스어: vert jus, "녹색 주스"라는 뜻)는 익지 않은 포도를 압착해 짜내서 마시는 매우 신맛이 나는 주스이다. 레몬이나 수영(식물), 약초나 향신료를 맛을 바꾸기 위해 첨가하기도 한다. 중세에는 서유럽 전역에서 소스의종류로 사용돼 첨가물로서 역할했으며 데글레이징 방법을 사용한다. 버주스는 미국 남부 지역에서는 아직도 사용하는 식재료이다.
근대 요리에 대해 서술한 저서에서는 포도주나 다양한 재료로 발효한 식초의 대용으로 많이 쓰였으나 포도주가 다양하게 출시되고 식초 또한 대중에게 더 편하고 보편적인 재료로 등장하면서 버주스는 설 자리를 많이 잃게 된다. 그럼에도 여전히 프랑스 요리 중 몇몇 요리에 사용되며 다른 유럽 국가나 중동 지역의 요리에서도 많이 나타난다. 특별히 진미를 위한 식재료를 파는 상점들에서 취급하기도 한다.
근대의 요리사들은 버주스를 샐러드 드레싱으로 사용해 시큼한 맛이 나게 했으며 포도주는 드레시이 아니라 샐러드와 함께 제공됐다. 이런 방법을 쓴 이유는 버주스가 상대적으로 시큼한 맛이 나기 때문이었으며 포도주를 대신해 신맛이 훨씬 덜한 레몬 주스나 식초를 제공하기도 했다.
아랍어로 husroum (حصروم)로 불리는 버주스는 시리아 욜에서 아주 많이 쓰이며 포도 농장을 소유한 여주인들이 여러 명 모여서 며칠간 숙성 작업을 거치는 것으로 알려져 있다. 작업이 끝나면 ㅕ러 가정에 나누어 1년 내내 사용하는 식재료이며 시리아에서는 올리브유나 토마토 소스도 그런 방식으로 사용한다.
페르시아어에서는 ab-ghooreh로 버주스를 칭하며 이란 북부와 아제르바이잔 요리에서 많이 나타난다.

## 용어의 사용
- The Medieval Kitchen: Recipes from France and Italy의 작가들은 포도씨앗을 소금에 절여서 식재료로 썼다는 사실을 기록했으며 이를 두고 버주스라고 칭하기도 했다.

- 프랑스 아르데슈주에서는 사과 주스를 능금으로 발효하며 먹으며 이를 두고 verjus로 부르기도 하나. 중세와 근대 초기 영국 요리와 관련 저서에서는 "verjuice"라는 단어를 사과주스나 능금주스로 구별해 부르기도 했다.

## 참고 자료
- Larousse Gastronomique
- The Medieval Kitchen: Recipes from France and Italy, by Odile Redon, Francoise Sabban and Silvano Serventi, University Of Chicago Press, 2000. ISBN 0-226-70684-2 (hardcover); ISBN 0-226-70685-0